# تپه چغاموشان
تپه چغاموشان مربوط به سده‌های اولیه و میانه دوران‌های تاریخی پس از اسلام است و در شهرستان ازنا، بخش جاپلق، دهستان جاپلق غربی، ۱۲۰ متری جنوب روستای چغاموشان واقع شده و این اثر در تاریخ ۲۲ آبان ۱۳۸۶ با شمارهٔ ثبت ۲۰۰۶۵ به‌عنوان یکی از آثار ملی ایران به ثبت رسیده است.